# Battaglia di Verona (403)
La battaglia di Verona fu combattuta nel giugno 403 tra l'esercito romano guidato dal magister militum Stilicone e i Visigoti di re Alarico I.

## Antefatto
Dopo aver ottenuto dall'inefficace Arcadio (fratello di Onorio e imperatore d'Oriente) il titolo di magister militum dell'Illirio nel 397, Alarico, re dei Goti, iniziò subito a pianificare l'invasione dell'Impero d'Occidente, governato in nome di Onorio dal generale Stilicone, comandante supremo degli eserciti d'Occidente.
Alarico invase l'Italia alla fine del 401, attraversando le Alpi e il fiume Adige, e Stilicone si precipitò a nord per portare rinforzi dalla Gallia per la difesa della corte dell'imperatore a Milano. Quando Stilicone tornò trovò che Alarico aveva preso Milano, mentre Onorio era stato inseguito e si era rifugiato a Hasta. Ma prima che il luogo potesse essere assediato e l'imperatore catturato, Stilicone arrivò finalmente sulla scena, pesantemente rinforzato da barbari provenienti dalla Germania; Alarico si ritirò verso ovest, stabilendo il proprio campo vicino a Pollentia. Stilicone lo inseguì, e i due eserciti si incontrarono nella battaglia di Pollentia all'inizio di aprile 402, dove Alarico fu probabilmente sconfitto malamente. Secondo tutti i resoconti, comunque, il re gotico emerse dalla battaglia con la cavalleria intatta, e con un sentito disprezzo del suo avversario, marciò verso sud con l'intenzione di prendere Roma senza difese, mentre Onorio e la sua corte venale stavano celebrando la vittoria di Stilicone. Stilicone lo seguì e lo intercettò a nord della capitale; ma invece di rischiare un'altra battaglia, Stilicone offrì ad Alarico un sostanzioso sussidio in cambio della pronta partenza dei Goti dall'Italia. I capi tribù e i soldati comuni di Alarico accettarono una così facile prospettiva di sicurezza e ricchezza, e Alarico, il cui prestigio era indebolito dalla sconfitta, fu costretto ad acconsentire con riluttanza, nonostante le sue speranze di catturare la capitale.

## Battaglia
In ossequio al trattato, Alarico condusse il suo esercito verso nord, e attraversò il Po sotto la stretta sorveglianza di un cauto Stilicone. Una volta attraversato il fiume, tuttavia, Alarico iniziò a tramare una nuova invasione dell'Impero romano d'Occidente, questa volta attraverso il Reno in Gallia. Stilicone, informato dei piani e dei movimenti di Alarico da spie all'interno del campo gotico, si considerò dispensato dal trattato e preparò un'imboscata per i Goti nei passi di montagna dalla Gallia alla Rezia, che si trovavano sulla rotta proposta da Alarico.
I barbari si trovarono intrappolati nelle valli di montagna vicino a Verona, circondati da ogni lato dalle forze di Stilicone. Nella battaglia che ne seguì, che prese il nome dalla città vicina, l'esercito di Alarico subì pesanti perdite, anche se il re stesso riuscì a sfondare le linee romane per erigere il suo stendardo su una collina adiacente, seguito dai suoi soldati più coraggiosi. Secondo i critici di Stilicone, Alarico con il suo esercito ridotto erano in condizioni tali da essere facilmente sterminati, ponendo fine per sempre a una seria minaccia per gli imperi romani d'Oriente e d'Occidente. In ogni caso, Alarico fu in grado di fuggire e di trascinarsi oltre le Alpi nell'Illirico con i miseri resti del suo un tempo splendido esercito.

## Conseguenze
Dopo aver subito questo rovescio, Alarico scese rapidamente a patti con l'amministrazione di Stilicone, accettando di giurare fedeltà a Onorio e avrebbe aiutato l'imperatore d'Occidente a recuperare territori dai ministri di Arcadio, che avevano presumibilmente usurpato queste province dal controllo di Stilicone. In cambio, Alarico avrebbe ricevuto un sussidio e un comando militare.
Anche se la serie di vittorie di Stilicone fece una profonda impressione sul popolo romano, che si abbandonò a gioie e celebrazioni stravaganti soprattutto nella capitale, le ambizioni di Alarico erano tutt'altro che controllate, e nuove minacce sarebbero presto sorte per danneggiare ulteriormente l'unità e la forza dell'Impero. Il trionfo di Stilicone su Alarico nel 403 fu seguito da una serie di disastri che culminarono nel disonore e nella morte del magister militum nel 408. L'invasione di Radagaiso alla testa della potenza combinata dei Germani (405-6), sebbene respinta da Stilicone, fu reindirizzata negli anni successivi sulla Gallia, che fu invasa e persa definitivamente dall'Impero. Stilicone non fu in grado di impedire l'usurpazione di Costantino III nell'anno successivo, che conciliò i Germani e prese così il controllo della Britannia, della Gallia, e della Spagna. Nell'anno successivo, Stilicone stesso cadde negli intrighi di Olimpio, suo rivale alla corte di Onorio, e fu giustiziato su ordine incauto di quest'ultimo.
Una volta che Stilicone fu rimosso dalla scena, la conquista di Roma da parte di Alarico fu un compito facile. Pur non avendo eseguito la sua parte dell'accordo concluso con Stilicone nel 403, Alarico attraversò le Alpi nel 409 chiedendo il denaro promesso e una posizione militare, in quella che era a tutti gli effetti un'invasione dell'Italia. Sebbene Onorio non avesse le risorse per respingerlo, rifiutò ripetutamente di negoziare, facendo affidamento sulle forti difese di Ravenna, la sua capitale, per preservare la corte dai Goti, ma lasciando Roma senza difese. Questo portò alla guerra che si concluse con l'assedio e il sacco di Roma di Alarico nel 410.